# Queen Sofia Mount
Queen Sofia Mount är ett berg i Antarktis. Det ligger i Sydshetlandsöarna. Argentina, Chile och Storbritannien gör anspråk på området. Toppen på Queen Sofia Mount är 274 meter över havet.
Terrängen runt Queen Sofia Mount är varierad. Havet är nära Queen Sofia Mount åt sydväst. Trakten är glest befolkad. Närmaste befolkade plats är St. Kliment Ohridski Base, 4,1 kilometer norr om Queen Sofia Mount. 